# Paris-Bruxelles 2009
La 89e édition de Paris-Bruxelles a eu lieu le 12 septembre 2009.

## Classement final
|    | Coureur           | Pays      | Équipe                       |    | Temps           |
| -- | ----------------- | --------- | ---------------------------- | -- | --------------- |
| 1  | Matthew Goss      | Australie | Saxo Bank                    | en | 5 h 48 min 35 s |
| 2  | Allan Davis       | Australie | Quick Step                   | +  | m.t.            |
| 3  | Kristof Goddaert  | Belgique  | Topsport Vlaanderen-Mercator |    | m.t.            |
| 4  | Kenny Dehaes      | Belgique  | Silence-Lotto                |    | m.t.            |
| 5  | Tom Veelers       | Pays-Bas  | Skil-Shimano                 |    | m.t.            |
| 6  | Frédéric Amorison | Belgique  | Landbouwkrediet-Colnago      |    | m.t.            |
| 7  | Nico Sijmens      | Belgique  | Cofidis                      |    | m.t.            |
| 8  | Romain Feillu     | France    | Agritubel                    |    | m.t.            |
| 9  | Aart Vierhouten   | Pays-Bas  | Vacansoleil                  |    | m.t.            |
| 10 | Alexei Markov     | Russie    | Katusha                      |    | m.t.            |